# Ретрибутивизм
Ретрибутивизм (карательное правосудие) — это теория обоснования уголовного наказания, которая гласит, что лучшим ответом на преступление является наказание, пропорциональное преступлению, поскольку преступник заслуживает наказания. Предупреждение будущих преступлений (устрашение) или реабилитация правонарушителя не учитываются при определении таких наказаний. Теория гласит, что когда преступник нарушает закон, правосудие требует, чтобы он или она страдали в ответ.

## История
Понятие встречается в большинстве мировых культур и во многих древних текстах. О наличии карательной справедливости в древней еврейской культуре свидетельствует ее включение в Закон Моисеев. Очень похожие формулировки встречаются в Кодексе Хаммурапи. Иными словами, "lex talionis" (око за око) превалировал в древнем праве, однако суждение о том, является ли наказание надлежаще суровым, может сильно различаться в зависимости от культуры и отдельных лиц.
В XVIII веке немецкий философ Иммануил Кант подробно раскрыл основные положения  ретрибутивизма в своих работах «Критика практического разума» и «Основы метафизики нравственности».

## Основные положения
Ретрибутивизм является одним из двух наиболее распространенных политических и этических мотивов для формального наказания наряду с консеквенциализмом. Обе эти концепции были сформулированы и доработаны философами и законодателями и успешно применяются правоохранительными органами, но могут рассматриваться скорее как описательные, а не пояснительные. Социологи отмечают, что, хотя попытки оправдания предпринимаются с точки зрения этих принципов, это не вполне объясняет, почему происходят насильственные карательные действия.
Ретрибутивизм является теорией возмездия. Он охватывает все теории, которые оправдывают наказание по причине того, что преступник этого заслуживает. Основным положением ретрибутивизма является тезис о том, что наказание заслужено правонарушителем просто потому, что он совершил преступление и тем самым изъявил свою волю к возможности быть наказанным — тот, кто совершает преступление, заслуживает, чтобы с ним обращались соответственно.
Одним из основоположников теории ретрибутивизма можно считать И. Канта. Например, в одной из своих работ «Критике практического разума» он писал: 

«Если кто-то, кому доставляет удовольствие приставать и раздражать миролюбивых граждан, получает в конце концов справедливые, хорошие побои, это, конечно, зло, но все одобряют это и считают это хорошим самим по себе, даже если нет никаких результатов этого»— Кант, И. Критика практического разума // Эксмо-пресс. – 2015. – 224с
Таким образом, наказание людей может увеличить количество несчастья в мире, но, согласно Канту, это нормально, потому что страдания испытывает преступник, который, в конце концов, заслуживает их.

## Принцип действия
По Канту в ретрибутивизме существует единственный принцип — это принцип равенства или возмездия («Око за око, зуб за зуб»). Если человек совершил преступление, то он причинил страдание другому и поэтому совершил волеизъявление о том, что готов страдать подобным образом.

«Каков, однако, способ и какова степень наказания, которые общественная справедливость делает для себя принципом и мерилом? Единственный принцип – это принцип равенства (в положении стрелки на весах справедливости), согласно которому суд склоняется в пользу одной стороны не более, чем в пользу другой. Итак, то зло, которое ты причиняешь кому-нибудь другому в народе, не заслужившему его, ты причиняешь и самому себе... Лишь право возмездия, если только понимать его как осуществляющееся в рамках правосудия (а не в твоем частном суждении), может точно определить качество и меру наказания; все прочие права неопределенны и не могут из-за вмешательства других соображений за- ключать в себе соответствие с приговором чистой и строгой справедливости»— Кант И. Основы метафизики нравственности. М., 1999. - c.713
Следовательно, можно сделать вывод, что понятия «заслуженное возмездие» и «правосудие» играют центральную роль в политико-правовой теории И. Канта. Он исключает возможность оправдания наказания невиновных, положения, присущего другим теориям наказания (например – консеквенциализма).
Ретрибутивизм отвечает на три вопроса: 1) какое поведение должно быть наказуемо; 2) как жестко; 3) что обосновывает возможность применения наказания.
Согласно Стэнфордской энциклопедии философии, карательное правосудие основывается на трех принципах:
1. "Те, кто совершает определенные виды противоправных деяний, парадигматически тяжких преступлений, морально заслуживают соразмерного наказания."[5].
2. Это "по своей сути морально хорошо — хорошо без ссылки на любые другие вопросы, которые могут возникнуть в процессе, — если какой-то законный каратель устанавливает наказание, которого они заслуживают."[5]
3. "Морально недопустимо преднамеренно наказывать невиновных или налагать непропорционально большие наказания на преступника."[5]

## Подтипы
Карательное правосудие бывает двух различных видов. Классическое определение охватывает идею о том, что сумма наказания должна быть пропорциональна сумме вреда, причиненного преступлением. Более поздняя версия, поддерживаемая философом Майклом Дэвисом, утверждает, что размер наказания должен быть соразмерен сумме несправедливого преимущества, полученного правонарушителем.

## Критика ретрибутивизма
Против ретрибутивизма выступал один из основоположников утилитаризма Дж. Бентам. Ретрибутивизм, по мнению Бентама, совершенно неудовлетворителен, так как он пропагандирует «навлечение страданий» на людей, безо всякой компенсации в виде увеличения количества счастья. Ретрибутивизм заставляет нас увеличить, а не уменьшить количество страданий в мире, и его сторонники открыто признают это.
Основной принцип ретрибутивизма – право равного воздаяния (lex talionis) имеет огромное достоинство: оно дает четкий ответ на вопрос о том, какого наказания заслуживает преступник. Однако есть четыре известные проблемы, связанные с этим принципом.
1. право равного воздаяния требует от государства совершать отвратительные действия в ответ на мерзкие преступления. Хотим ли мы содержать «государственного насильника»?
2. данный принцип не объясняет, как наказывать некоторые преступления, например, похищение детей, в случае, когда сам преступник бездетен.
3. за одно и то же преступление, совершенное случайно, по халатности или намеренно, наказание будет одно и то же.
4. некоторые преступления будут караться слишком мягко (неудавшиеся преступления, преступления без жертв, уклонение от налогов), то есть те преступления, где нет ущерба либо он малозначим для каждого отдельного гражданина[8].

Кроме того, камнем преткновения любой ретрибутивистской теории является объяснение идеи заслуженного возмездия. Современные возражения на представленную выше точку зрения получили свое освещение в публикациях Расса Шафера-Ландау, в которых он подвергает ретрибутивизм резкой критике. Исследователь утверждает, что ретрибутивизм не в состоянии сформулировать целостную теорию наказания. Такая теория должна включать в себя:
- общее обоснование уголовного наказания, то есть почему именно оно является правильной реакцией общества на преступления, а не, допустим, возмещение ущерба, ссылка или психотерапия для преступников;
- обоснование строгости наказаний;
- решение проблемы ответственности, то есть, какие именно виды поведения должны караться уголовным законодательством[9].

По мнению этого автора, ретрибутивизм не способен дать удовлетворительного ответа ни на один из этих вопросов.